# Bojová linie
Bojová linie (v anglickém originále Battle Lines) je v pořadí třináctá epizoda první sezóny seriálu Star Trek: Stanice Deep Space Nine.

## Příběh
Na stanici Deep Space Nine přijíždí kai Opaka, duchovní vůdce Bajoranů, a požádá komandéra Siska o prohlídku stanice. Přitom ho požádá, aby ji vzal skrze červí díru. Sisko jí vyhoví a spolu s doktorem Bashirem a majorem Kirou se vydají do kvadrantu gama, kde zachytí nouzový signál z neznámého zdroje. Opaka naléhá, aby se kvůli ní neomezovali, a tak se vydají pátrat po zdroji signálu. Objeví planetu se sítí družic, z nichž jedna má poruchu. Runabout se přiblíží k planetě a jedna z družic zaútočí a loď donutí k nouzovému přistání. Opaka při něm zemře, což zdrtí Kiru. Náhle se objeví skupina lidí, kteří si říkají Ennisové.
Ennisové vysvětlují, že jsou ve válce se skupinou zvanou Nol-Ennisové, která může kdykoli zaútočit. Vezmou Siska, Bashira a Kiru do úkrytu v jeskyni a za chvíli skutečně Nol-Ennisové zaútočí. Je mnoho mrtvých a chvíli po útoku do jeskyně vejde kai Opaka. Jak se později ukáže, byla oživena nějakou cizí nanotechnologií, která oživí i padlé Ennisy a Nol-Ennisy. Jde spíše o kletbu, která je pro obě skupiny trestem za několikasetletý konflikt, jsou tak odsouzeni umírat znovu a znovu.
Dax a O'Brien pátrají po zmizelé lodi, mezitím se Siskovi podaří domluvit setkání vůdců obou stran za účelem vyjednání míru. Dojde ale k další potyčce. Mrtví se probudí a vrátí se do svých táborů. Bashir zjistí, že technologie oživení je vázaná na planetu, a tedy kai Opaka ji nemůže opustit. O'Brien a Dax najdou Siska a Opaka zůstává na planetě, aby pomohla Ennisům a Nol-Ennisům ukončit koloběh násilí. Opaka však ujišťuje Siska, že jejich cesty se znovu setkají.

## Zajímavosti
- Jde o první epizodu, kdy je zničen runabout. Yangtzee Kiang (anglický přepis čínské řeky Jang-c’-ťiang) bude nahrazen novým runaboutem s názvem Orinoco.
- Jedná se o jednu z prvních epizod, kde je výslovně uvedeno, co Spojená federace planet přesně je. Sisko říká: „…je tvořena více než stovkou planet, které se spojily pro společný vědecký, kulturní a obranný zájem. Já a moji lidé jsme na misi průzkumu vesmíru.“ Něco podobného tvrdí i Jean-Luc Picard Lily Sloaneové ve filmu Star Trek: První kontakt.